# Parthénogenèse thélytoque
Pour un article plus général, voir parthénogenèse.

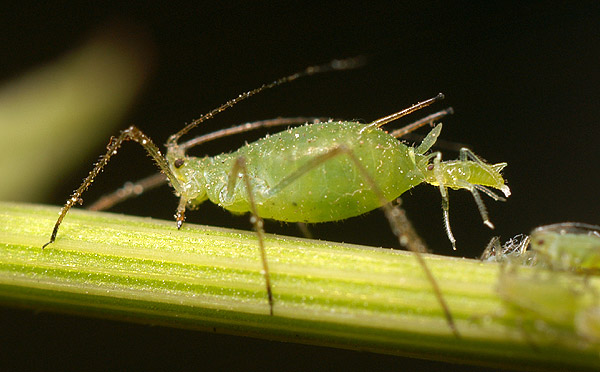
Femelle puceron donnant naissance à la génération suivante

La parthénogenèse thélytoque est une forme de parthénogénèse qui aboutit à une descendance uniquement composée de femelles et qui survient lorsque l'ovocyte parvient à se développer sans avoir subi de fécondation préalable. C'est la forme la plus courante dans la nature. Ces ovocytes parthénogénétiques peuvent être diploïdes, dans ce cas, ils se développent sans avoir subi la réduction chromatique et donnent, comme chez les pucerons, uniquement des descendants femelles. Chez certaines espèces, il peut y avoir une absence totale d'individus mâles.

## Différents cas de parthénogenèse thélytoque
- Chez les lézards :

Chez les Cnemidophorus, ou lézards à queue en fouet, en l'absence de mâles, les femelles simulent la copulation pour provoquer l'ovulation. Des espèces parthénogénétiques auraient également été mises en évidence en Russie au sein du genre Lacerta et ne présenteraient que des individus femelles. 
Il existe également une ou deux espèces de serpents se reproduisant de la sorte, dont Indotyphlops braminus (un serpent aveugle).
- Chez les pucerons:

Au cours de leur cycle de reproduction, les femelles fondatrices (aptères et vivipares) issues des œufs de durée, vont, au printemps, donner naissance à des colonies de femelles par parthénogenèse thélytoque.
Dans le cas du phylloxéra, plusieurs générations de femelles se succèdent sur les feuilles (générant des gales) puis plus tard dans l'année de nouvelles générations se succèdent sur les racines des plantes avant passage à une parthénogénèse deutérotoque permettant la production de mâles puis la reproduction sexuée avec fécondation.
- Chez les fourmis :

Les espèces du genre Pseudoneoponera sont toutes adeptes de la parthénogenèse thélytoque, une exception chez cet insecte dont la majorité des espèces sont adeptes de la parthénogenèse arrhénotoque. Au cours du développement d'une colonie du genre Pseudoneoponera, une gyne fécondée produit des ouvrières qui formeront les premières générations de la colonie. À sa mort, les ouvrières prennent le relais en pondant une descendance issue de la parthénogenèse thélytoque, il ne naîtra ainsi que des ouvrières jusqu'à ce qu'un mâle d'une autre colonie fasse irruption pour féconder une ouvrière, lui donnant ainsi le rôle de gamergate. Une gamergate est en réalité une ouvrière fécondée permettant de remplacer la reine d'une colonie orpheline.

## Induction de la parthénogenèse thélytoque parWolbachia
La parthénogénèse thélytoque constitue l'un des phénotypes de manipulation de la reproduction induit par la bactérie Wolbachia, chez des Hyménoptères à développement haplo-diploïdes qui produisent normalement des mâles lorsque les œufs ne sont pas fécondés (parthénogenèse arrhénotoque). 
Wolbachia va induire la diploïdisation des œufs non fécondés qui vont ainsi se développer en femelles. Les femelles infectées ne produisent plus que des femelles (2 fois plus que les femelles non infectées) ces dernières pouvant à leur tour se reproduire sans accouplement, maximisant ainsi la transmission de Wolbachia. 
Chez certaines espèces d'Hyménoptères, des populations ont complètement perdu la reproduction sexuée au point que si l'on supprime Wolbachia, les femelles sont incapables de se reproduire de façon sexuée et lorsqu'elles produisent des mâles haploïdes, ces derniers sont souvent stériles.